# Philadelphia Eagles

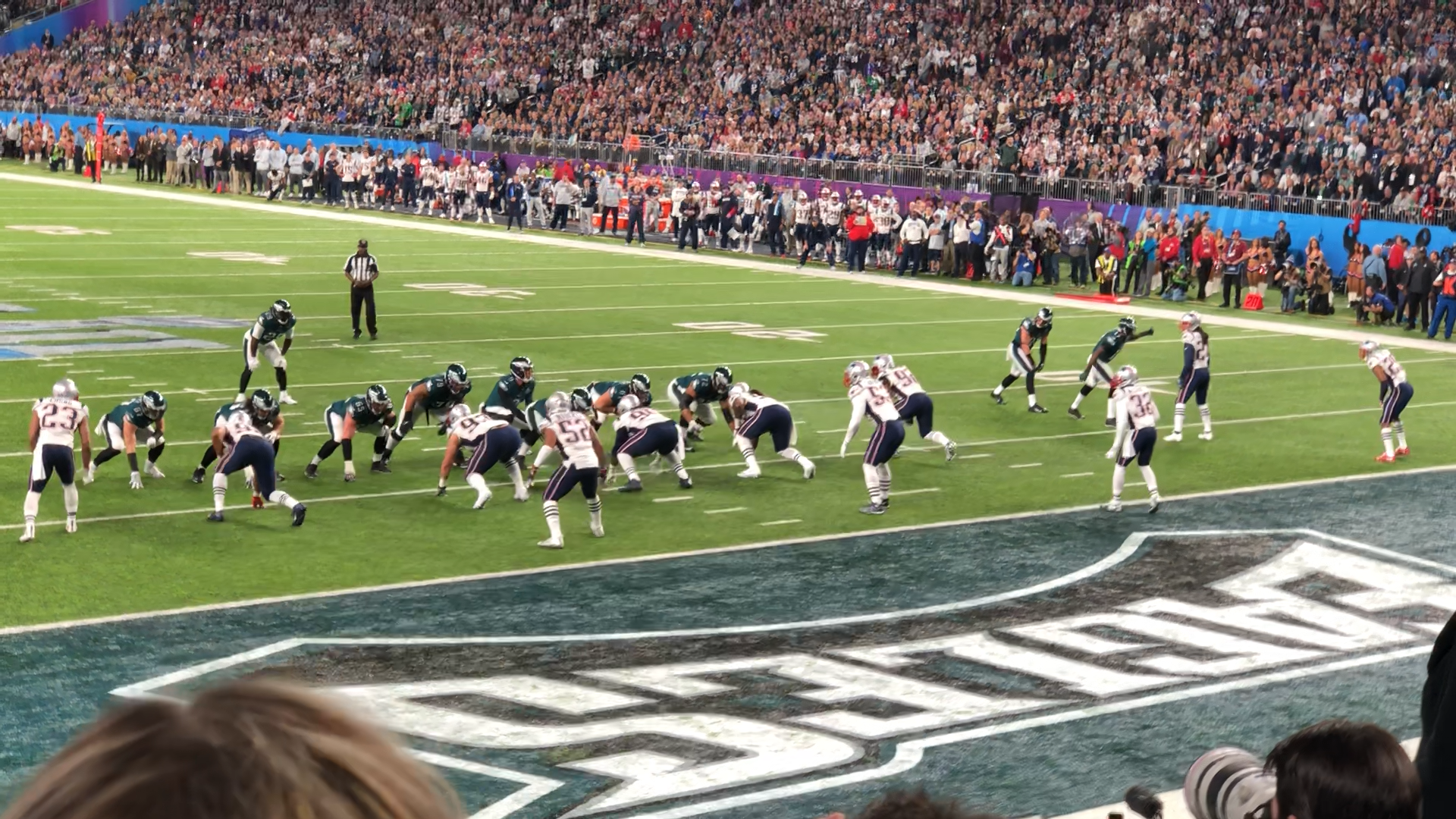
Drużyna Philadelphia Eagles podczas Super Bowl LII.

Philadelphia Eagles – zawodowy zespół futbolu amerykańskiego z siedzibą w Filadelfii w stanie Pensylwania. Drużyna jest obecnie członkiem Dywizji Wschodniej NFC w konferencji NFC w lidze NFL.
Zespół został założony w 1933 roku. Trzykrotnie zdobywali mistrzostwo kraju: w sezonach 1948, 1949 i 1960. Pięć razy grali w finale rozgrywek Super Bowl: w 1981, 2005, 2018, 2023 i 2025. Zdobywca tytułu w latach 2018 i 2025.
Zawodnicy polskiego pochodzenia w Eagles: Leo Raskowski (1935), Alex Wojciechowicz (1946-1950), Bert Kuczynski (1946), Frank Szymanski (1948), Leo Skladany (1949), Mike Ditka (1967-1968), Ron Jaworski (1977-1986), Tom Skladany (1983), Norman Braman (1985-1994), Scott Kowalkowski (1991-1993), Bill Romanowski (1994-1995), Mark Rypien (1996), Dan Klecko (2008), a także trenerzy: Walt Michaels koordynator defensywy (1973-1975), Ted Marchibroda koordynator ofensywy (1984-1995).

## Dotychczasowi trenerzy
| Trener          | Lata urzędowania | Mecze w sezonie zasadniczym | Procent zwycięstw | Mecze w play-offach |
| --------------- | ---------------- | --------------------------- | ----------------- | ------------------- |
| Lud Wray        | 1933-1935        | 9-21-1                      | 30                | 0-0                 |
| Bert Bell       | 1936-1940        | 10-44-2                     | 18,5              | 0-0                 |
| Greasy Neale    | 1941-1950        | 63-43-5                     | 59,4              | 3-1                 |
| Bo McMillin     | 1951             | 2-0                         | 100               | 0-0                 |
| Wayne Millner   | 1951             | 2-8                         | 20                | 0-0                 |
| Jim Trimble     | 1952-1955        | 25-20-3                     | 55,6              | 0-0                 |
| Hugh Devore     | 1956-1957        | 7-16-1                      | 30.4              | 0-0                 |
| Buck Shaw       | 1958-1960        | 19-16-1                     | 54,3              | 1-0                 |
| Nick Skorich    | 1961-1963        | 15-24-3                     | 38,5              | 0-0                 |
| Joe Kuharich    | 1964-1968        | 28-41-1                     | 40,6              | 0-0                 |
| Jerry Williams  | 1969-1971        | 7-22-2                      | 24,1              | 0-0                 |
| Ed Khayat       | 1971-1972        | 8-15-2                      | 34,8              | 0-0                 |
| Mike McCormack  | 1973-1975        | 16-25-1                     | 39                | 0-0                 |
| Dick Vermeil    | 1976-1982        | 54-47                       | 53,5              | 3-4                 |
| Marion Campbell | 1983-1985        | 17-29-1                     | 37                | 0-0                 |
| Fred Bruney     | 1985             | 1-0                         | 100               | 0-0                 |
| Buddy Ryan      | 1986-1990        | 43-35-1                     | 55,1              | 0-3                 |
| Rich Kotite     | 1991-1994        | 36-28                       | 56,3              | 1-1                 |
| Ray Rhodes      | 1995-1998        | 29-34-1                     | 46                | 1-2                 |
| Andy Reid       | 1999-2012        | 130-93-1                    | 58,3              | 10-9                |
| Chip Kelly      | 2013-2015        | 23-21                       | 55,3              | 0-1                 |
| Doug Pederson   | 2016-obecnie     | 20-12                       | 60                | 3-0                 |